# 京野美麗
京野 美麗（きょうの みれい、1973年8月9日 - ）は、日本のAV女優。LINX所属。

## 略歴
2014年2月、マドンナ専属女優としてAVデビュー。

## 人物
東京都出身。
趣味・特技は美容、ガーデニング、ゴルフ。

## 出演作品

### アダルトDVD
2014年
- 初撮りドキュメント（2月7日、マドンナ）
- 年の差夫婦の日常セックス 〜年下夫と熟れた妻の燃えあがる営み〜（3月7日、マドンナ）
- 妻の入院 通い義母（4月7日、マドンナ）
- 近親相姦 母と二十年ぶりの再会（6月7日、マドンナ）
- AV初面接! 熟れた人妻 Vol.16 始まる前からおマタ濡らして えっ!?下着も脱ぐんですか? アソコが丸見えになっちゃう…（6月30日（レンタル）/9月12日（セル）、アテナ映像）他出演:石坂洋子、安藤まひろ、立花愛美
- 「『おばさんで本当にいいの?』若くて硬い勃起角度150度の少年チ○ポに抱きつかれた看護師はヤられても本当は嫌じゃない」 VOL.1（7月10日、DANDY）他出演:青山ななせ、水原さな ほか
- お堅い妻を眠らせて…他人棒で寝取られ眠剤交尾（7月24日、コスモス映像）他出演:工藤美紗、諸橋真弓
- あなた、やめてっ! お願い、こんな所でっ!! 他に観客がいるのに、感じすぎてオ○ンコびしょ濡れ。 クリトリスがすごい勃起してるから何度もイッちゃう!! もう狂っちゃうから許てあなたっ!!（7月31日（レンタル）/9月21日（セル）、LEO）他出演:都条星空
- 憧れの担任女教師と久々の再会でテンション上がって思わず中出し。 勉強は赤点だが、セックスは100点と初めて褒められた。（8月29日（レンタル）/10月10日（セル）、LEO）共演:潮見百合子、竹内れい子
- 間違いなく絶句! 壁越しにいる娘の前でセックス生挿入（9月10日、ブリット）他出演:3人
- 禁断中出し!! 息子と、息子の友人と… 許されざる背徳交尾 第三章（10月9日、ルビー）他出演:芦屋静香、加納綾子
- 娘・息子が両親のSEXに混ざって3P近●相姦（10月18日、パラダイステレビ）共演:倉科紗央莉
- 衝撃の美熟女ナンパ!!! 健康器具の体験モニターと称して電マを渡し、「20分戻りません」と退室。10分後に覗いてみたら… 3（10月25日、隼エージェンシー）他出演:2人
- サドルに食い込むデカい尻 買い物途中の透けパンおばさん（11月10日、KTファクトリー）
- 隣の家の無防備なスケスケおばさん（11月16日、ボタン劇場）
- エロ年増 32（12月5日、クリスタル映像）他出演:青山葵、和泉紫乃、大橋ひとみ
- 「DANDY路線バスSPECIAL 男を求めている美淑女総勢8人(専業主婦/銀行員/女教師etc.)の敏感尻に勃起チ○ポを擦りつけたらヤられるか?」 VOL.1 (12月6日、DANDY) 他出演:浅倉あすか、逢沢るる、井上瞳、かのんこゆる、優菜真白、池上桜子 ほか
- SEXのハードルが異常に低い世界 9（12月6日、ディープス）共演:佳苗るか、湊莉久、水原さな
- 露出不倫紀行（12月7日、山と空）
- 某有名進学校に勤めるストレスが多い女教師が通う整体マッサージ治療院（12月19日、MAGIC）他出演:かのんこゆる、美泉咲、水原さな

2015年
- ノーブラ姿の奥様を野外中出しナンパ（1月3日、ドックイア）他出演:青木玲、竹内れい子、月美弥生、市來あやか、水元恵梨香、青葉優香、中山理莉、川菜ひかる、AIKA
- お風呂でエロ下着を洗濯中のお母さんに捕まっちゃった♥（1月8日、タカラ映像）他出演:市來あやか、竹内れい子 ほか
- フットサルチームにいる人妻はエロカワ率高し! 練習の合間にナンパして即ハメ中出し!（1月9日、ACE KILLER）他出演:葉山こころ、阿部乃みく、雨宮真貴、月美弥生、浅倉領花、竹内れい子、平山聖花、春日もな、境田みなみ　※Onafesグランプリ2015 エントリー作品
- くねくね動くマゾ尻が家族を狂わせたのです。（1月22日、タカラ映像）他出演:市來あやか、竹内れい子 ほか
- ふいに訪れた最高のエロシチュエーションに思わず股間がじゅんじゅんしちゃうのっ!! 日頃の欲求不満に我慢出来ず、内に秘めた変態性をさらす6人の奥様達の醜態痴態の数々っ!! 実録っ!!人妻たちの非日常セックスドキュメント集 Part 2（1月30日（レンタル）/3月6日（セル）、LEO）他出演:篠田あゆみ、響りり子、円城ひとみ、榊みほ、吉乃ほのか
- ふしだらな母娘の接吻と情交 〜母の情夫を奪う娘、娘の彼氏を誘う母〜（2月5日、ヒビノ）共演:かのんこゆる、倉科紗央莉
- 同じ屋根の下!? 近親者が側にいるのに声を押し殺して生エッチする母娘を覗き見!!（2月10日、ブリット）共演:長谷川しずく、川菜美鈴、桃宮もも
- AVでシコる息子にマ○コを疼かせる母が今夜こそはと色じかけ♥（2月12日、タカラ映像）他出演:竹内れい子、山本美和子 ほか
- 絶対にしてはいけない人を（レズる）犯る 5 本当はダメだとわかっていてもレズりたい!「もうやめて…」と拒むノンケ女はねちっこい「舌」とイヤラシイ「指」で弄られさらにオマ○コをグチョグチョにしイキ狂う!（3月15日、ジャネス）共演:保坂えり
- 和姦レイプ 同僚の妻を力づくでモノにする 仕事の教育とは名ばかりの性的行為（3月25日（レンタル）/4月1日（セル）、FAプロ）他出演:美泉咲
- 嫁と姑 誰にも言えない禁断な関係 3 「お義母さん…?どうしちゃったんですか?困ります許して下さい…」ノンケな私は姑のレズ行為を拒めるはずもなく次第にマン汁が糸を引くほどになってしまった!（4月24日、なでしこ）共演:保坂えり
- バック限定 ケツファックベストセレクションTOP20 Ver2015 (5月2日、アットワンコミュニケーション) 他多数出演:オムニバス作品
- 2014年Obasanレーベル全作品集72タイトル8時間 (5月7日、マドンナ) 他多数出演:オムニバス作品
- 母親のような女性を見ると欲求を抑えられず強引にレズ痴漢する年頃の娘 執拗にオッパイやオマ○コをいじられのけぞって感じまくる熟したノンケ女 (6月16日、ラハイナ東海) 他出演:北条麻妃、川上ゆう ほか
- 若い女（真性レズ）に突然、痴漢され立場も忘れて感じてしまうノンケな熟女 されるがままに犯されイキまくりレズの虜になってしまった (6月19日、設定思考/妄想族) 他出演:琥珀うた、友田彩也香 ほか
- 若い娘が大人の女性にレズキス痴漢 突然、舌を突っこんだらダラダラと唾液を垂らすノンケ熟女に興奮する私は真性レズビアン！？(7月15日、ジャネス) 他出演:松本まりな、瀬名あゆむ ほか
- 『おばさんを興奮させてどうするの?』キャンプ場でヤりまくりSPECIAL 青年チ○ポを押しつけられたおばさん妻は嫌がりながらも本当はママ友に自慢したい（7月23日、DANDY）共演:井上綾子、中島京子、秋野千尋 ほか
- 湯けむり旅館 近親家族旅行 2 温泉で母親のエロボディに興奮した僕 気づいた義母は内緒でこっそりやらせてくれた！ 京野美麗（8月28日、なでしこ）
- マダムマニアック THE BEST FINAL 8時間！！（9月4日、クリスタル映像）他多数出演:ベスト・総集編作品
- 接吻近親相姦 家族に見つからないように声を抑えてやるセックスはジンジン感じすぎます！（9月24日、ヒビノ）共演:初美沙希、初芽里奈
- 買い物帰りに無防備になった人妻の透けるパンティラインや恥ずかしいマンスジ！ガン見してるオレを避けるように帰宅する人妻を尾行してイタズラしてやる（10月10日、KTファクトリー）他出演:美神さゆり、大野実花
- くぱぁ〜おま●こ見てぇ〜 アナルも全開！！自画撮りオナニー（10月15日、プリモ）他出演:AIKA ほか
- 休憩中の1時間バイトくんと2人きり 女を忘れたパートの美人おばさんは息子ほど年の離れたイケメンチ○ポならセクハラされても嫌じゃない2（10月22日、DANDY）他出演:神崎久美、みおり舞、愛原さえ
- 夫婦で温泉旅行 夫が近くに居るのに痴漢される私は戸惑いながらもオマ●コはズブ濡れ！寝取られる興奮に何度もイッてしまいました 京野美麗（10月23日、なでしこ）
- 「国語教師・英語教師・体育教師・保健室の先生・学校長・・・先生方の朝の性欲処理はボクの役割」 5人の女教師と連続セックスで精子からっぽ学園生活（11月12日、ソフトオンデマンド）共演:安野由美、西条沙羅、水城奈緒、月島杏奈
- 『おばさんを興奮させてどうするの?』せんずり学生ヤりまくりSPECIAL発情した勃起青年に抱きつかれたおばさん妻は嫌がりながらも本当は婦人会で自慢したい（11月12日、DANDY）共演:井上綾子、安野由美 ほか
- 『巨根好きなんて言わないで・・・』お堅いおばさん看護師を後ろから生で即ヤりすると挿入した瞬間に別人のように発情し中出しも拒まない（12月10日、DANDY）他出演:愛原さえ ほか
- 新感覚 素人ビア〜ン生撮り 「フリーター」 葉山美空が年上の同僚を愛するとき（12月15日、プラム）共演:葉山美空
- 『おばさんを興奮させてどうするの?』温泉旅館でヤりまくりSPECIAL 王様ゲームで勃起した青年チ○ポを押しつけられたおばさん妻（12月24日、DANDY）共演:横山みれい、広瀬奈々美、井上綾子、新山沙弥 ほか
- 夫婦愛。 〜とある夫婦経営者の場合〜 京野美麗（12月25日、ながえスタイル）

2016年
- DANDYちょいワケあり仕事集 おばさんVer（1月8日、DANDY）他多数出演
- 絶対にしてはいけない人を(レズる)犯る DX 4時間（1月20日、ジャネス）他多数出演:オムニバス作品
- 上司と部下の妻6 〜しつこいほどに狂わされる舌使い〜 京野美麗（1月25日、ながえスタイル）
- 素人敏感人妻生中出し097 逆不倫敏感妻美麗さん38歳（2月1日、プラム）
- 妻の入院 通い義母 総集編10タイトル8時間（2月7日、マドンナ）他多数出演:オムニバス作品
- 黒乳首や陰毛が透けてるオバさん 6人4時間（2月10日、KTファクトリー）他出演:神崎久美 ほか
- 唾液ダラダラ接吻痴漢 自分の娘と同じくらいの女の子にディープキスされた私（ノンケ）男日照りのカラダに火がついたのかパンティはマン汁でびちょ濡れでした！ (3月22日、ラハイナ東海) 他出演:北条麻妃、川上ゆう ほか
- お義母様は真性レズビアン！夫に相手にされず少し暇を持て余す専業主婦（ノンケ）の私はいつも欲求不満！姑に触られるだけでもオマ●コが疼いて濡れてしまうんです2 （3月30日、ジャネス）共演:保坂えり
- 10周年記念『おばさんを興奮させてどうするの?』温泉スパでヤりまくりSPECIAL 自分の水着姿を見られ勃起した学生に抱きつかれても拒めない6人の妻たち（4月7日、DANDY）共演:加藤ツバキ、たかせ由奈、臼井さと美、羽田瑠子
- 美人女将の濡れた下半身 〜淫靡に漂う服従の囲い宿〜 京野美麗（5月13日、オルガ）
- 「満員バスでグルのカップルの濃厚キスを見せつけてからキスまで3cm 巨乳おばさんと息がかかるほど密着したらヤれた」VOL.1（6月9日、DANDY）
- ガチンコ素人団地妻レズバトル（6月9日、ロケット）共演:朝桐光、佐伯春菜、水元恵梨香
- 「ハズレなし」ガチでレズ好きなお姉さんたちがオマ○コを舐め合ってイキまくる 28人のレズビアン4時間（6月15日、ジャネス）他多数出演:オムニバス作品
- 美人で自慢の親戚の叔母さんが優しい騎乗位で筆おろし一転 射精してもぶっ続け連続中出しゲーム（6月23日、ロケット）共演:鮎原いつき、織田玲子
- 絶対にしてはいけない人をレズ痴漢 綺麗な熟女さんをローションプレイでその気にさせて双頭ディルドでお互いイッちゃいました（6月28日、ラハイナ東海）他多数出演:オムニバス作品
- 熟れた人妻 麗しい熟女の淫らな欲情 12人4時間スペシャル（6月30日、アテナ映像）他多数出演:オムニバス作品
- 永久保存版 近親相姦26名8時間 セックス特別編 性欲が強すぎる母親に勃起させられた僕 いつも父にバレないようにコッソリ挿入させてくれるんです（6月30日、ジャネス）他多数出演:オムニバス作品
- 超美人な友達の母親の下着を漁ってこっそりオナニーしていたらバレた 怒られると思ったら優しく抜いてくれた2（7月1日、マジック）他出演:江波りゅう、吹石れな
- 「えっワタシなんでこんなに濡れちゃうの?」絶対ありえない若い娘に突然レズられちゃうノンケな美魔女4（7月8日、なでしこ）共演:保坂えり
- 嫁の母に・・・ 背徳の肉欲交尾（7月8日、なでしこ）他出演:堀江真弓、三嶋志津
- ヘンリー塚本原作 昭和の冬の猥褻図画 ー色白の肉体に群がる男たちー（7月13日、FAプロ）共演:ましろあい
- 親子SEX風呂20名5時間DX（7月14日、タカラ映像）他多数出演:オムニバス作品
- 超★エロ年増 8時間DX No3（7月22日、クリスタル映像）他多数出演:オムニバス作品
- 夫の側で寝取られ温泉痴漢された羞恥妻 旦那が近くにいるのにオマ○コが感じてしまった上品奥様は犯されても拒めないんです。 京野美麗（7月30日、ジャネス）
- 出張マッサージの美熟女にセンズリ見せつけ猥褻 19（8月10日、ホットエンターテイメント）
- 息子のAV鑑賞を覗いて性欲を我慢できなくなった母親20名5時間（8月11日、タカラ映像）他多数出演:オムニバス作品
- 居酒屋女将レズ〜四十路で出会う運命人〜 京野美麗 井上綾子（8月13日、U&K）共演:井上綾子
- 私は息子の性処理玩具です。18人5時間（9月8日、タカラ映像）他多数出演:オムニバス作品
- ヘンリー塚本 スケベでエロい 五十路の美魔女（10月13日、FAプロ）他出演:浅井舞香、千野くるみ、寺崎泉、国生亜弥
- 四十路人妻禁断の裏切りレズビアンDVD（10月28日、なでしこ）他多数出演:オムニバス作品
- 近親相姦 母のお尻 〜美しい義母の妖艶な尻 京野美麗（12月7日、ルビー）
- 婦人会のBBQ大会で全裸羞恥芸をさせられていた僕の妻（12月8日、ROCKET）共演:玉木くるみ、戸田ゆりあ

2017年
- 高校時代に付き合っていた同級生が熟女デリヘルで働いているのを発見！先っぽだけでも挿れさせてくれるかな？（1月13日、パラダイステレビ）
- 乳首と熟女（4月13日、アロマ企画）共演:大崎静子、高城彩、眞ゆみ恵麻
- 帰省中の嫁（5月13日、ながえスタイル）
- 挑発熟女のパンチラとおっぱい（5月13日、アロマ企画）他出演:加納綾子、井上綾子、高城彩、時任明菜、さかい由布
- ヘンリー塚本 夫婦交換 妻が男とやっているのをのぞく（6月13日、FAプロ）他出演:若林美保、円城ひとみ、森下美緒
- WifeLife vol.020・昭和49年生まれの京野美麗さんが乱れます・撮影時の年齢は43歳・スリーサイズはうえから順に90/61/90（6月16日、SEX Agent）
- 【VR】完熟の味 京野美麗 森下美緒（6月16日、CASANOVA）
- 熟女レズ ちんちんの挿入がないから浮気じゃないよね 京野美麗 菊川麻里（6月19日、ルビー）共演:菊川麻里
- 着物妖艶熟女レズBEST4時間（7月13日、U＆K）他多数出演:オムニバス作品
- ヘンリー塚本原作 おふくろ 母の性欲（7月13日、FAプロ）他出演:北島玲、笠原あおい
- 『おばさんを興奮させてどうするの？』キャンプ場でヤりまくりSPECIAL 青年チ○ポを押しつけられたおばさん妻は嫌がりながらも本当はママ友に自慢したい2（8月1日、DANDY）共演:円城ひとみ、加藤ツバキ、加藤あやの、羽生ありさ、児玉るみ
- 熟母の異常性欲 禁断の許されざる背徳（8月19日、ルビー）他多数出演:オムニバス作品
- 素人ナンパ中出し こんな「おばさん」を誘ってナニがしたいの？ 働くおばさん編2（9月27日、グラフィティジャパン）他多数出演
- おばんにおまかせ3～奉仕上手で肉棒狂い、熟女達のねばっこい尺八は癖になる～（9月22日、SEX Agent）他多数出演
- 人妻レズ相姦 姉妹編 III（10月27日、グラフィティジャパン）共演:片瀬さつき・他多数出演:オムニバス作品
- 【隠し撮りドキュメント】ネットで噂の必ず人妻とパコれるスポットに強行潜入！欲求不満の若妻から熟女が出会いを求めやってくる…（11月13日、エロチカ）他出演:二階堂ゆり、唯川千尋、浜本まり、桜乃ゆいな
- THE BBA DYNAMITE ORGASM 熟辱 Episode-1:女組長セーラー屈辱拷問 京野美麗（11月25日、ベイビーエンターテイメント）
- SEX狂いのいい女たち　妻・姉・妹・娘（12月1日、FAプロ）他出演:宮崎あや、佐伯かのん、森下美緒、倉本雪音、天野小雪
- 人妻略奪レズビアン～夫の目前ビアンSHOW～（12月13日、U＆K）共演:佳乃美冬、白藤ゆりえ

2018年
- 濃密熟女SEX旅行 No2 京野美麗(1月19日、ゴーゴーズブラック)
- 義父の目を盗んで、嫁の母と 京野美麗(44)（3月20日、スターパラダイス）
- 福利厚生 オフィス出張マッサージ盗撮（3月23日、プレステージ）
- 隠し撮りドキュメントBEST オイルマッサージ店や出会い系喫茶 噂のエロ頻発スポットに盗撮カメラを仕掛けたら素人さんのSEXがいっぱい撮れたので全部公開しちゃいます（4月13日、エロチカ）他多数出演
- 寝取られ希望で応募してきたシロート人妻7名の不倫NTR旅の青姦ビデオ300min（5月7日、山と空）他多数出演
- レズビアンに寝取られた人妻たちBEST4時間（5月13日、U&K）他多数出演
- 人妻生保レディのフェラチオ勧誘 No2（5月20日、ネクストイレブン）他出演:北川エリカ、高宮まどか、神崎清乃
- 美熟女の誘惑に快楽堕ちした男根と男穴 京野美麗（5月26日、MEGAMI）
- 四十路人妻禁断の裏切りレズビアン 8組4時間総集編（6月8日、なでしこ）他多数出演
- 熟女限定 熟女が部屋にやって来た お持ち帰り盗撮 そのままAV発売へ8 長身・欲求不満熟女編（6月19日、エマニエル）他出演:北川礼子
- もの凄い絶頂と射精に導くズボズボアナル責め手コキ（7月7日、MEGAMI）他出演:北川ゆず、RISA、高嶋ゆいか
- 巨乳水着未亡人 悩殺熟女の秘密の痴態（8月3日、スターボード）共演:一条綺美香、あやなれい、倖田李梨、青山真希、円城ひとみ
- 拘束されて犯されたい男を快楽で狂わせるオンナ2 初公開 撮り下ろし映像収録スペシャルエディション（8月13日、MEGAMI）
- 本当にあった全裸旅館2 ネットの評判を過剰に意識しすぎた結果、行き過ぎたおもてなしで男の欲望のすべてを満たしてくれるエロ過ぎる温泉旅館（9月7日、ルビー）
- レズち○ぽ調教 BEST4時間 中イキ絶頂 良感 熟女（9月13日、U&K）他多数出演
- ながえ監督が見せる三つの異なる｢寝取られエロス｣ 寝取られたい夫、寝取られたくない夫、寝取られに気づかない夫（9月13日、ながえstyle）他出演:一条綺美香、上野菜穂

### Vシネマ
- 映画館で欲情する人妻 (2015年1月2日、NAKED FILM)
- 憧れの女教師との再会でテンション上がってお願いしたらヤラせてくれたっ!!(2015年3月1日、NAKED FILM)

### 成人映画
- 巨乳水着未亡人 悩殺熟女の秘密の痴態（2016年8月19日公開、オーピー映画） - 「亜衣」役
- 未亡人下宿? 谷間も貸します（2017年1月13日、オーピー映画） - 「金城明美」役[3]

## 出演

### テレビ
- 魚拓と成瀬のツキとスッポンぽん #63,#64（2015年11月15日,22日、パチ・スロ サイトセブンTV）

### ウェブテレビ
- 今田×東野のカリギュラ シーズン1 エピソード9（2017年7月28日配信、Amazonプライム・ビデオ)

## 書籍

### 単行本
- やっぱり熟女がいちばんでした。（2018年2月28日、著:しみけん、KADOKAWA） - インタビュー

### 雑誌
2014年
- 極撰人妻ものがたり 5月号（3月20日、ワイレア出版）
- 極撰人妻ものがたり 7月号（5月21日、ワイレア出版）
- 花と蜜 VOL.23（6月9日、ワイレア出版）
- 特撰・五十路妻 10月号（8月16日、笠倉出版社）
- That's DAN 10月号（8月22日、メディアソフト）
- 花と蜜 VOL.26（12月9日、ワイレア出版）

2015年
- 極撰人妻ものがたり 2月号（12月20日、ワイレア出版）
- 特撰・五十路妻 3月号（1月16日、笠倉出版社）
- 週刊実話 No.12（3月26日、日本ジャーナル出版）
- 別冊ローレンス12月号（10月16日、富士美出版）
- 週刊ポスト 1月8日号（12月21日、小学館）

2016年
- 週刊大衆 3月21日号（3月7日、双葉社）
- 四十路夫人 5月号（3月22日、メディアソフト）
- 週刊アサヒ芸能 8月25日号（8月9日、徳間書店）
- とろり人妻12月号（10月22日、インフォメディア）

2017年
- 花と蜜プレミアム VOL.4（1月9日、ワイレア出版）
- 人妻本当にあったHな話し12月号（10月29日、ぶんか社）

### 2018年
- 漫画人妻大官能 Vol.17（6月1日、ぶんか社）

## 電子写真集
- 人妻・塾女通信DX 「解禁!美人妻ドキュメント」（2014年8月30日、ピンク倶楽部）
- 昼下がりの美麗妻（2014年9月26日、pad inc.）
- 人妻・塾女通信DX 「四十路マダムの秘密」（2015年3月12日ピンク倶楽部)